# إريس ديفيس
إريس ديفيس (بالإنجليزية: Iris Davis)‏ هي عداءة سريعة أمريكية، ولدت في 30 أبريل 1950 في بومبانو سيتي في الولايات المتحدة.

## وصلات خارجية
- إريس ديفيس على موقع الاتحاد الدولي لألعاب القوى (الإنجليزية)
- إريس ديفيس على موقع اللجنة الأولمبية الدولية (الإنجليزية)
- إريس ديفيس على موقع أوليمبيديا (الإنجليزية)